# Amanlis
Amanlis är en kommun i departementet Ille-et-Vilaine i regionen Bretagne i nordvästra Frankrike. Kommunen ligger i kantonen Janzé som tillhör arrondissementet Rennes. År 2022 hade Amanlis 1 765 invånare.

## Befolkningsutveckling
Antalet invånare i kommunen Amanlis
Referens:INSEE